# 荒木武行
荒木 武行（あらき ぶこう、1896年（明治29年）8月5日 - 1972年（昭和47年）6月12日）は、大正から昭和期のジャーナリスト、実業家、政治家。衆議院議員、福島県耶麻郡駒形村長。

## 経歴
福島県耶麻郡駒形村（塩川町を経て現喜多方市）で、荒木與三郎の息子として生まれる。会津中学校（現福島県立会津高等学校）を中退し、その後は独学した。
18歳で福島民報記者となり、福島民友などを経て、1920年（大正9年）1月に上京し東京日日新聞の地方部記者となる。その後、やまと新聞、時事新報を経て、1925年（大正14年）4月、中外商業新報の編輯局長付となり、同論説委員を務めた。1929年（昭和4年）9月、夕刊会津タイムス社を設立し社長に就任。1930年（昭和5年）に会津タイムスを譲渡して上京し、同年11月、日本新聞連盟が創立され主事となった。その後、日刊新聞時代社長に就任した。
その他、福島県農業会評議員、同国民健康保険組合連合会理事、駒形村長、産業復興営団設立委員などを務めた。
1946年（昭和21年）4月、第22回衆議院議員総選挙で福島県選挙区から日本進歩党所属で出馬して当選し、衆議院議員に1期在任した。この間、日本進歩党情報部長、同政務調査会理事、衆議院予算委員会理事などを務めた。以後、第25回、第27回、第28回総選挙に福島県第2区から立候補したがいずれも落選した。
また、雑誌『国会』代表者となった。

## 著作
- 『横田千之助論』大観社、1925年。
- 『加藤高明論』大観社、1925年。
- 『床次竹二郎論』大観社、1925年。
- 『床次竹二郎氏評伝』床次竹二郎傳刊行會、1926年。
- 『野間清治論：人物評伝』全線社書房、1931年。
- 『新政治家列伝』内外社、1932年。
- 『昭和外交片鱗録』新小説社、1943年。

訳書
- レジナルド・ジョンストン著『禁苑の黎明』大樹社書房、1934年。